# قاعة نورثبروك
قاعة نورثبروك (بالبنغالية: নর্থব্রুক হল) تعرف أيضًا باسم لالكوثي (بالبنغالية: লালকুঠি) قاعة عمرها أكثر من قرن من الزمن استخدمت كمبنى بلدية ثم مكتبة وقاعة ثقافية. اسم لالكوثي يعني «البيت الأحمر» بسبب أن القاعة ذات لون أحمر داكن. بني المبني في الأصل كقاعة بلدية خلال الفترة البريطانية. يقع في طريق فراشونغ في منطقة دكا القديمة في بنغلاديش، على الضفة الشمالية لنهر بوريغانغا.

## التاريخ
في عام 1874 جاء الحاكم الهندي توماس جورج بارينج واللورد نورثبروك نائب حاكم الهند بين عامي 1872 و1876 لزيارة دكا من أجل جعل زيارته لا تنسى. تبرعت راجا راي بهادور مع الزاميداريين البارزين (الطبقة الأستقراطية) وعدد من المواطنين الأثرياء في داكا بـ 10 آلاف و 5 آلاف تكا على التوالي لبناء مبنى البلدية في عام 1879. عين أبهاي تشاندرا داس أمين اللجنة. في عام 1880 افتتح مبنى البلدية مفوض دكا، وحضرت الأوركسترا الخاصة لـ نواب عبد الغني للترحيب بالمفوض والضيوف في حفل الافتتاح.
في 8 فبراير 1882 تمت إضافة مكتبة عامة على الجانب الجنوبي الشرقي من القاعة. سميت مكتبة نورثبروك العامة وأصبحت معروفة بمجموعتها الأدبية. دمرت العديد من الكتب خلال حرب التحرير عام 1971. ولإعادة تأسيس المكتبة تبرع المهراجا تريبورا بـ 1000 تكا، وزاميدار بالياتي بروجيندرو كومار روي بـ 1000 تكا، وملكة شورنوموي 700 تكا، وكاليخريشناو 500 تكا، وبيشايشوري ديفي تبرع بمبلغ 500 تكا. في عام 1887 افتتحت المكتبة بما مجموعه 1.000 كتاب.
تمت إضافة نادي إلى الجانب الجنوبي وسمي قاعة جونسون. في قاعة نورثبروك تم تكريم الشاعر الحائز على جائزة نوبل روبندرونات طاغور من قبل بلدية دكا وجمعية الشعب في 7 فبراير 1926. في عام 1950 تم استخدام قاعة نورثبروك كمكتب بريد، وبعد ذلك ككلية النساء المركزية. المبنى الآن مُلك لمؤسسة بلدية دكا.

## العمارة
يقع قاعة نورثبروك في مبنى إحياء العمارة الهندية-الساراكينوسية، وهو يمزج بين الهندسة المعمارية المغولية والطراز المعماري الأوروبي. يتميز المبنى بالأقواس نصف دائرية مستديرة على المدخل الرئيسي على الجانب الشمالي. تظهر المآذن الأربعة ذات الأضلاع الثمانية على الجانب الشمالي، جنبًا إلى جنب مع الزوايا والحاجز الزخرفي مع عدد من ملامح السمات الإسلامية والمغولية. النوافذ والأبواب والجدران مزخرفة على الطراز الأوروبي، ولكن القباب الموجودة في الجزء العلوي من المبنى مزخرفة على الطراز الإسلامي.

## الوضع الراهن
يمكن رؤية نهر بوريغانغا من قاعة نورثبروك عندما تم بناؤها، لكن بحلول عام 1930 تم حجب واجهة النهر من القاعة. فقدت المنطقة أهميتها وشخصيتها السكنية وتحولت إلى منطقة تجارية. في عام 1998 تم بناء مكتب حكومي للتعليم على جانب قاعة نورثبروك، ويستخدم جزء منها الآن من قبل المصممين، تقع نافورة بينغجرام أمام المدخل الشمالي، لكنها الآن حجبت الرؤية منها تمامًا من القاعة.
تعتبر قاعة نورثبروك واحدة من المباني المحمية تحت إدارة علم الآثار. على مر السنين اضطلعت إدارة الآثار بمراحل عديدة من أعمال الترميم بالتنسيق مع مؤسسة بلدية داكا. نظرًا لأن المبنى يرجع إلى أكثر من 130 عامًا، حصل عمليات ترميم كبير للمبنى لأكثر من قرن من الزمان، لأنه لم يكن هناك حاجة إلى عمليات ترميم بسيطة، خاصة لتكثيف أعمال الجص والطلاء. كانت أعمال الترميم في قاعة نورثبروك أكثر ملاءمة لإدارة الآثار، حيث تلقت دعم كبير من بلدية دكا. بما أنه لم يكن هناك أي تعطيل في استخدام المبنى لأكثر من قرن، فقد بقيت التفاصيل الأصلية للعمل الزجاجي وزخارف السطح في حالة جيدة جدًا. وحيث أن المبنى يستخدم بشكل نشط وفي حالة جيدة نسبيًا بالمقارنة مع عدد من المواقع التراثية الأخرى، لم يكن هناك حاجة إلى صندوق خاص للحفظ. أخذ مستخدمو المبنى مسؤولية جزئية في أعمال الترميم الطفيفة تحت إشراف إدارة الآثار. يمكن اعتبار قاعة نورثبروك أحد مشروعات الحفظ الرسمية الأكثر نجاحًا التي يضطلع بها قسم الآثار.
أحد التهديدات الرئيسية لمبنى القاعة هو الهياكل الضخمة المجاورة، مثل قاعة التجميع المجاورة وعدد من المتنزهات المجتمعية التي بنيت حول المبنى. من العوامل المهمة الأخرى التي أشارة لتدهور حالة المبنى هو «قائمة التراث المحمي» التي نُشرت في عام 2009. قبل نشر القائمة كان التعاون بين المجتمع المحلي وهيئة بلدية داكا وإدارة الآثار مرنًا.